# Искусственная ёлка

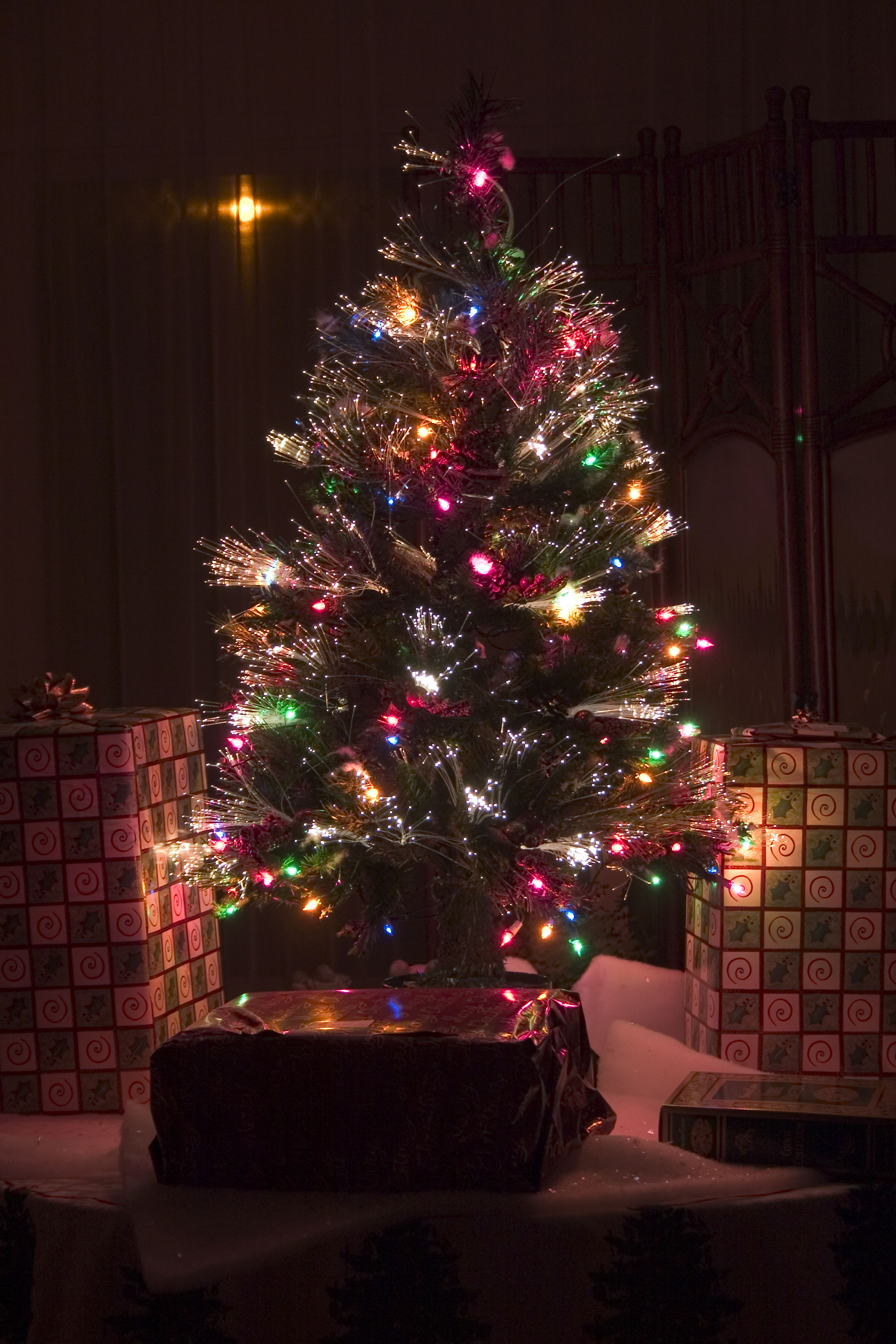
Искусственная ёлка из оптоволокна

Иску́сственная ёлка — конструкция в виде новогодней ёлки, используемая обычно в период новогодних праздников. Самые первые искусственные ёлки изготавливались из дерева, в виде пирамид, оформленных, как новогодняя ёлка, или с использованием птичьих перьев. Оба вида были изобретены немцами. Современные искусственные ёлки изготавливаются из поливинилхлорида; также доступны другие разновидности — например, из алюминия или оптоволокна.

## История
В США искусственные ёлки фактически предварили использование настоящих «рождественских деревьев». Эти первые «деревья» были деревянными пирамидами, выполненными в форме дерева, и подсвеченными свечами. Они были созданы в Вифлееме (штат Пенсильвания) в 1747 году.
Искусственные ёлки в Германии появились в XIX веке, однако существуют и более ранние экземпляры. Они изготавливались с использованием гусиных перьев, окрашенных в зелёный цвет. Немецкие «перьевые деревья» были одним из ответов немцев на прогрессирующее обезлесение Германии. Разработанные в 1880-х годах, искусственные ёлки из гусиного пера приобрели большую популярность в начале XX века. В конце концов, они добрались до Соединённых Штатов, где с таким же успехом приобрели большую популярность.

## Виды искусственных ёлок

### Из перьев

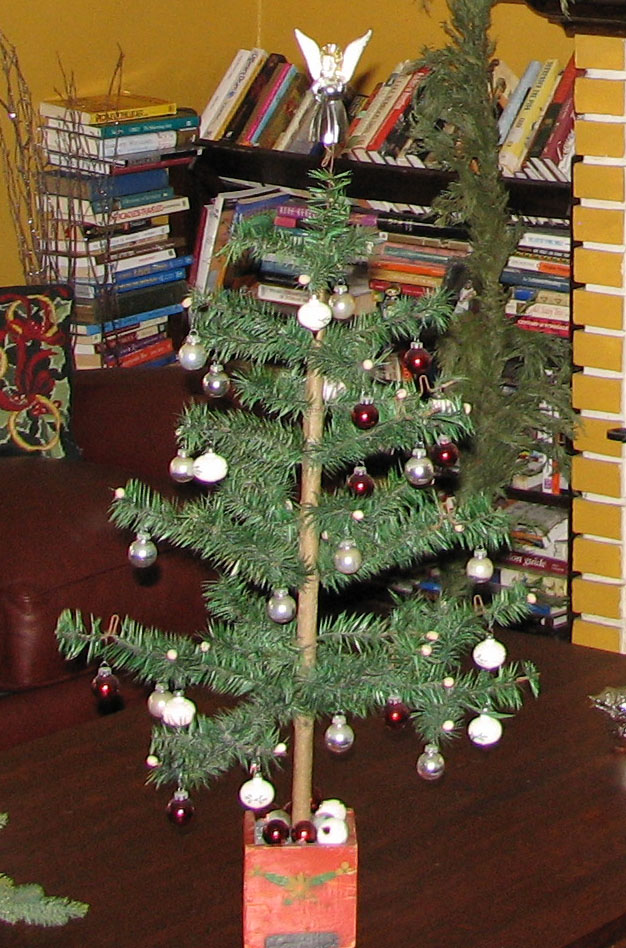
Искусственная ёлка из перьев

Искусственные ёлки из перьев изготавливались из гусиных перьев, окрашенных в зелёный цвет и присоединённых к проволочным «ветвям», которые были обёрнуты вокруг ствола. Они имели самые разные размеры: от маленьких 2-дюймовых до больших 98-дюймовых, продававшихся в универмагах в 1920-х годах. Зачастую ветви оканчивались искусственными красными «ягодами», которые играли роль подсвечников. Ветви были широко разнесены, что позволяло избежать возгорания от свечей и давало больше простора для украшений. В качестве других преимуществ «перьевых ёлок» назывались отсутствие необходимости каждый раз ходить за новой ёлкой и отсутствие упавших иголок.

### Из алюминия

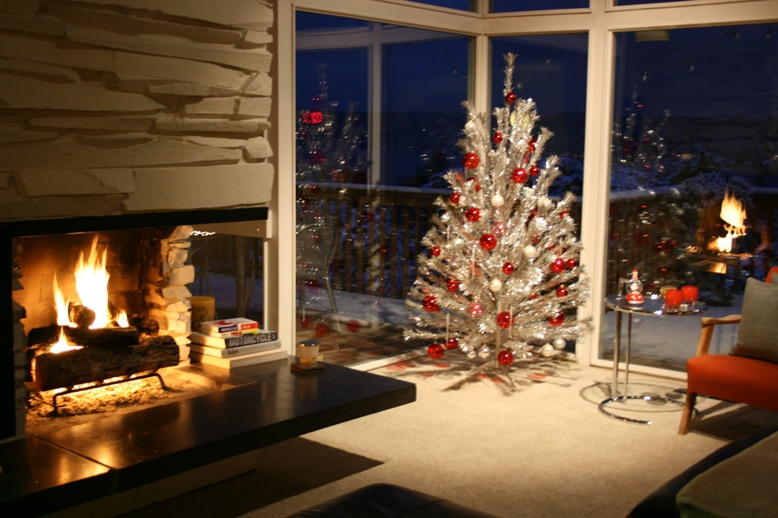
Искусственная ёлка из алюминия

Существует также вид искусственных ёлок, изготавливаемых по большей части из алюминия. Изначально они появились в США: сначала — в Чикаго в 1958 году, затем — в Манитовоке, где стало производиться большинство таких «деревьев». Алюминиевые искусственные ёлки производились до 1970-х годов, а пик их популярности пришёлся приблизительно на 1965 год. Но в том году впервые вышел на экраны короткометражный мультфильм «Рождество Чарли Брауна», которому приписывается негативное влияние на дальнейшие продажи алюминиевых искусственных ёлок.